# سیارک ۳۲۷۲۶
سیارک ۳۲۷۲۶ (به انگلیسی: 32726 Chromios، نامگذاری:4179T-3) سی و دو هزار و هفتصد و بیست و ششمین سیارک کشف شده‌است که در ۱۶ اکتبر ۱۹۷۷ کشف شد.